# ウィリアム・ハルゼー・シニア
ウィリアム・フレデリック・ハルゼー・シニア (William Frederick Halsey, Sr.、1853年4月11日 – 1920年6月11日)は、 アメリカ合衆国の海軍軍人。  最終階級は海軍大佐。

## 経歴
1853年4月11日、ニューヨーク州ニューヨークシティに生まれる。1869年9月、ルイジアナ州の海軍兵学校に入校。
1874年、海軍少尉に任官。この頃、妻のアン・ブリュースター・ハルゼーと結婚する。1882年10月30日、ニュージャージー州エリザベスにおいて長男ウィリアム・フレデリック・ハルゼー・ジュニアが誕生する。 大尉時代、装甲巡洋艦ニューヨーク (ACR-2) に乗務。後に防護巡洋艦ニューアーク (USS Newark, C-1)の指揮官を務めた。中佐時代、海軍兵学校において操船術部門の部長を務めた。
1920年6月11日、ワシントンDCの自宅で死去。アーリントン国立墓地に埋葬され、後に妻アン（1947年5月25日没）と息子ハルゼー・ジュニア（1959年8月16日没）が傍に埋葬された
子供にウィリアム・フレデリック・ハルゼー・ジュニアが、孫にウィリアム・ハルゼー3世がいる。